# Nordirlands fotbollslandslag i VM 1982
Nordirlands fotbollslandslag i VM 1982
Nordirlands herrlandslag i fotbolls trupp till Spanien 1982

## Förbundskapten
- Billy Bingham

## Spelare
| Målvakter   | Målvakter        | Målvakter                 |
| ----------- | ---------------- | ------------------------- |
| 1           | Pat Jennings     | Arsenal FC                |
| 17          | Jim Platt        | Middlesbrough FC          |
| 22          | George Dunlop    | Linfield FC               |
| Försvarare  |                  |                           |
| 2           | Jimmy Nicholl    | Toronto Blizzard          |
| 3           | Mal Donaghy      | Luton Town FC             |
| 5           | Chris Nicholl    | Southampton FC            |
| 6           | John O'Neill     | Leicester City FC         |
| 12          | John McClelland  | Rangers FC                |
| 13          | Sammy Nelson     | Brighton & Hove Albion FC |
| Mittfältare |                  |                           |
| 4           | David McCreery   | Tulsa Roughnecks          |
| 7           | Noel Brotherston | Blackburn Rovers FC       |
| 8           | Martin O'Neill   | Manchester City FC        |
| 10          | Sammy McIlroy    | Stoke City FC             |
| 14          | Tommy Cassidy    | Burnley FC                |
| 15          | Tommy Finney     | Cambridge United FC       |
| 16          | Norman Whiteside | Manchester United FC      |
| 18          | Johnny Jameson   | Glentoran FC              |
| 20          | Jim Cleary       | Glentoran FC              |
| Anfallare   |                  |                           |
| 9           | Gerry Armstrong  | Watford FC                |
| 11          | Billy Hamilton   | Oxford United FC          |
| 19          | Felix Healy      | Coleraine FC              |
| 21          | Bobby Campbell   | Bradford City AFC         |